# RTL Zwei
Az RTL Zwei német kereskedelmi tévécsatorna, 1993 elején kezdte meg adását. Az RTL II csatorna 16:9-es képformátumban, és az SD felbontás mellett HD-ben is sugározza műsorait, amik Németországon belül komoly nézettséget érnek el napról-napra, hétről-hétre.
Hazánkban 2012. október 1-je óta az RTL Magyarország RTL Kettő (korábbi írásmód szerint RTL II) néven üzemeltet csatornát. 

## Műsora
A német nyelven fogható RTL Zwei programja amerikai és német nagyjátékfilmekből és prémium sorozatokból, valamint egyéb szórakoztató műsorokból áll, a csatorna célja pedig az, hogy a fiatalabb korosztály mellett az idősebbeknek is megfelelő kikapcsolódást biztosítson a színvonalas anyagok segítségével.